# Lengel
Lengel is een dorpskern in de Gelderse gemeente Montferland (in de voormalige gemeente Bergh), gelegen aan de voet van het Montferland en het Bergherbos. Lengel is heden ten dage vastgebouwd aan de stad 's-Heerenberg.

## Situering
Het dorp bestaat uit twee delen:
- de dorpskern, waarvan de centrale Antoniusstraat het beeld bepaalt.
- het buitengebied ten noorden en ten oosten van de dorpskern.

Het dorp, overwegend van katholieke signatuur, heeft geen eigen kerk, maar valt hiervoor onder de 's-Heerenberg - Lengelse R.K. Emmausparochie, waarvan de kerk in 's-Heerenberg staat, op ongeveer een kilometer afstand van de Lengelse dorpskern.
Lengel telt ongeveer 250 inwoners. Het dorp heeft een rijk verenigingsleven, een eigen carnavalsvereniging en een eigen schutterij. Tot 2019 had Lengel ook een eigen voetbalvereniging (VVL) en bevonden er zich 2 restaurants. Buiten een sportschool om heeft het dorp nauwelijks voorzieningen. Tot begin jaren 80 van de vorige eeuw was er een kleuterschool gevestigd aan de Antoniusstraat, maar deze is destijds bij gebrek aan leerlingen opgeheven en samengevoegd met de Pastoor Galamaschool in 's-Heerenberg.

## De Duitse grens
Ten zuiden van het buitengebied van Lengel ligt de landsgrens met Duitsland. Deze wordt gevormd door de Wetering. Aan Duitse zijde is deze bekend als het Netterdensch Kanaal. Ter hoogte van Lengel is er een grensbrug voor wandelaars. Deze ligt aan de oostzijde van Industrieterrein 't Goor in 's-Heerenberg en ten zuidwesten van de Lengelse dorpskern. Tot 1987 waren hier de resten van de Zwarte Brug zichtbaar.

## Afbeeldingen

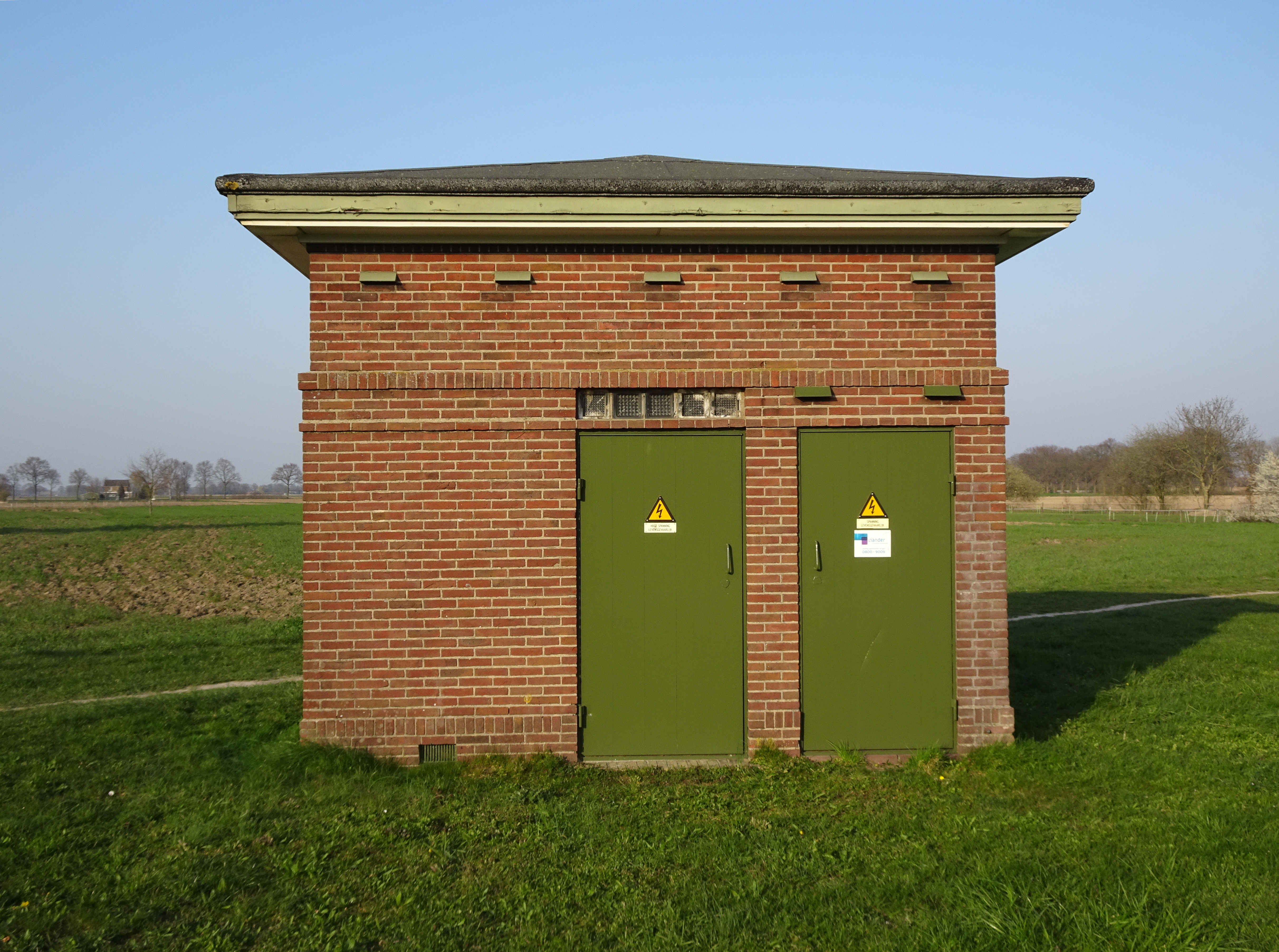
's-Heerenberghseweg
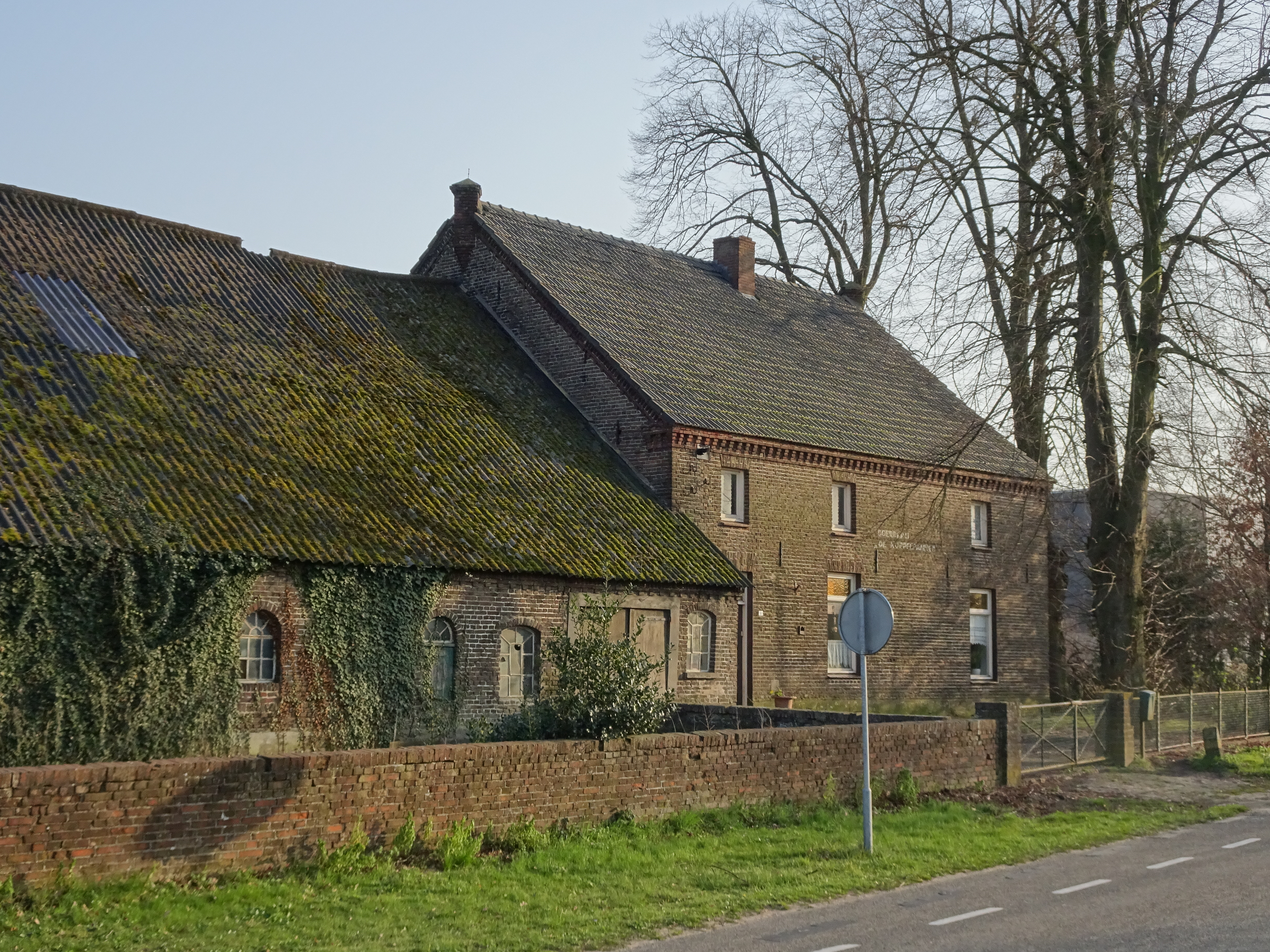
's-Heerenberghseweg 1
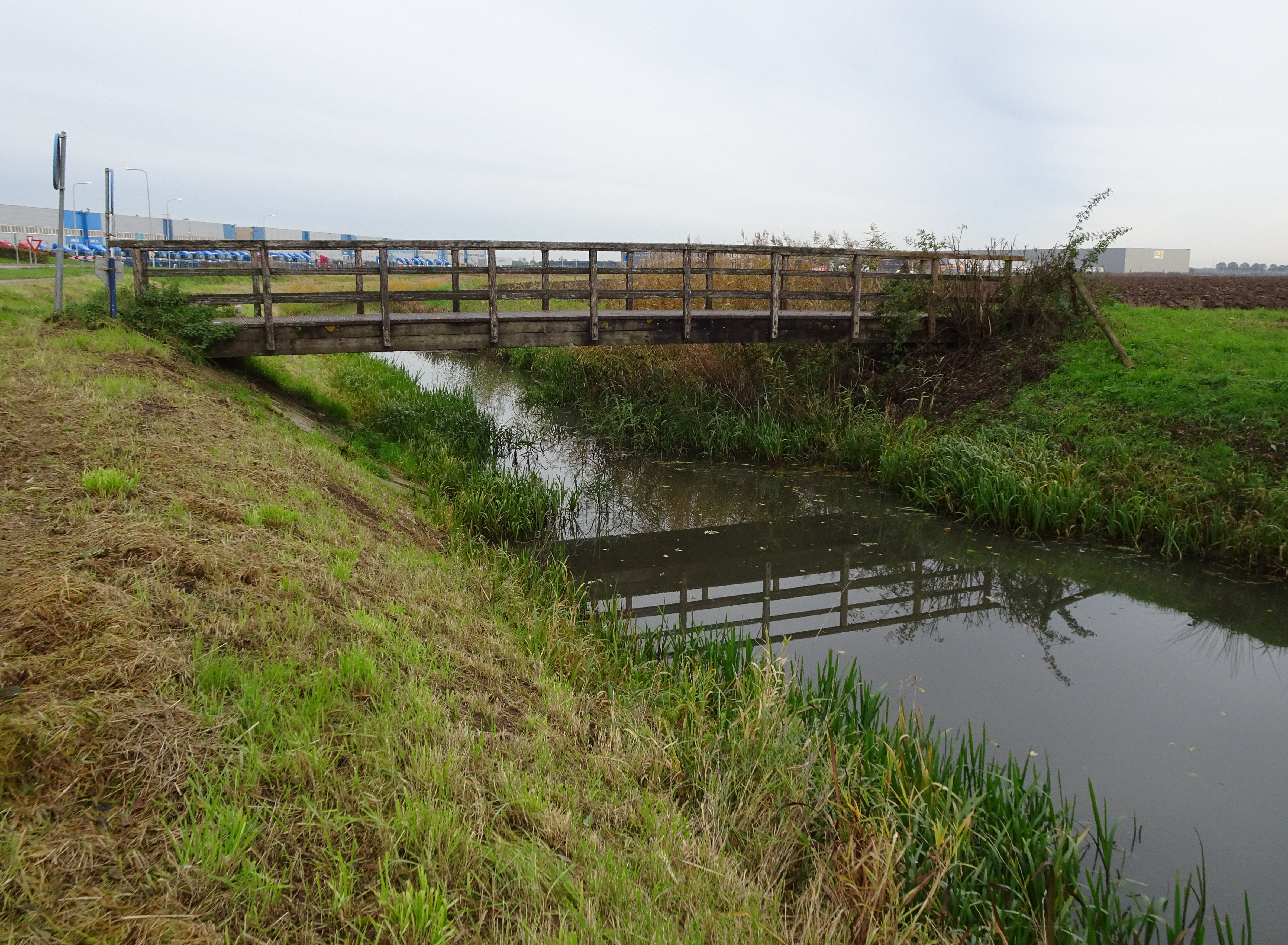
De 'Zwarte Brug' in 2019
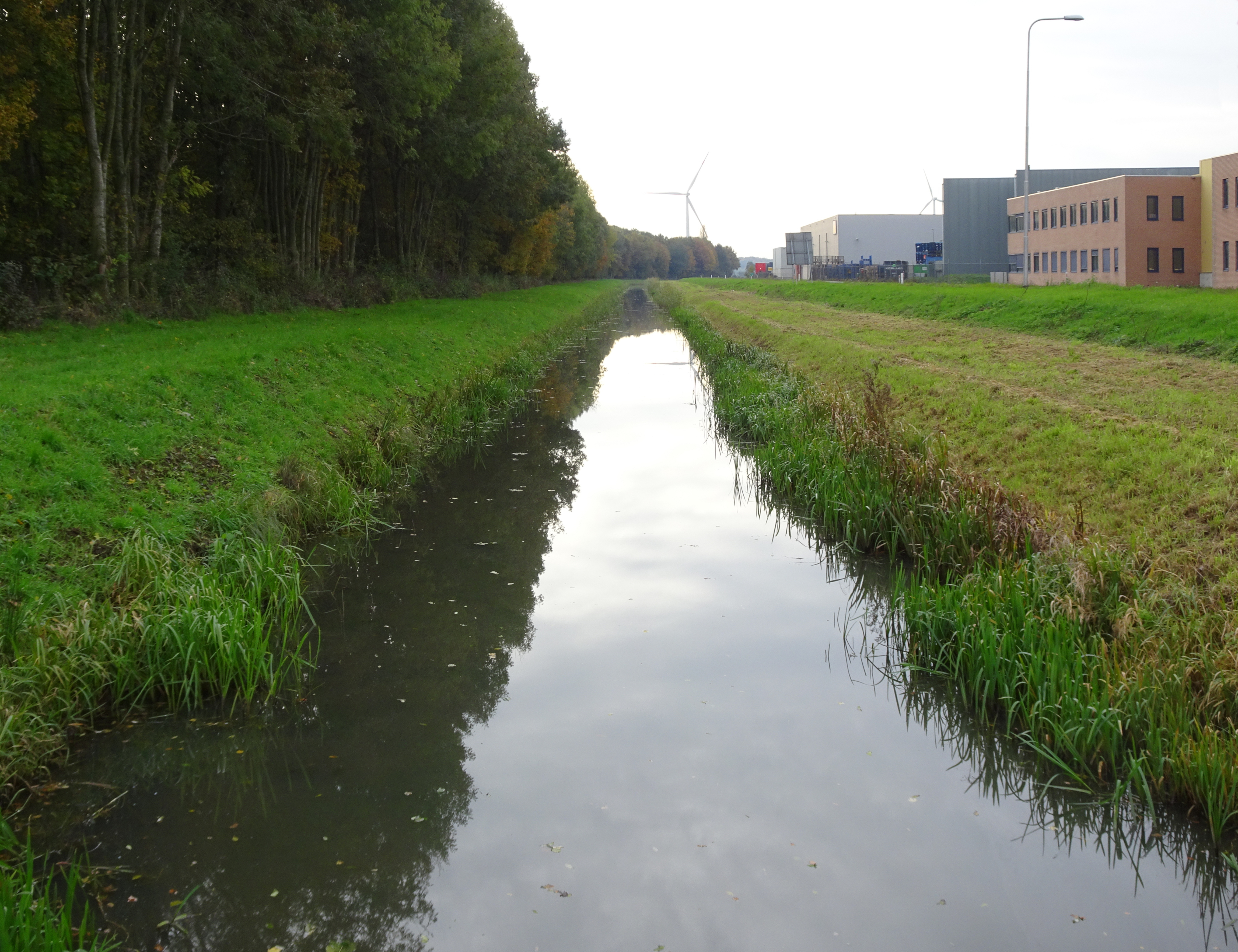
Grenskanaal